# 大量殺人
大量殺人（たいりょうさつじん）は、同一の場所および時間帯において、同時に複数名が死亡ないし傷害を負う犯罪を示すとされる。しかし、厳密な定義は存在しない（後述）。

## 「大量殺人」の定義
大量殺人という言葉に厳密な定義が存在しないことはフリーランスライターの村野薫、精神科医の影山任佐がそれぞれ著書で触れている。そのため以下に定義の変遷とその時代に大量殺人と認識された事件を記す。
1914年に発生したワグナー事件において、ローベルト・ガウプが論文の題名に"Massenmord"（大量殺人）を使用したのが最初だと影山は指摘している。1920年にはアルブレヒト・ヴェッツェルによる1810年以降のドイツを中心の諸外国を含んだ153件の事例の研究書である「Über Massenmörder（大量殺人者たちについて）」が出版される。ヴェッツェルは本書において未遂も含んだ二名以上の被害者が出たものから偶発的な殺人者、営利殺人、政治的目的を持つ加害者、プロの毒殺者の4つを外したものを対象とした。
司法精神医学者のパーク・ディーツは1968年に大量殺人を家族皆殺し、擬似的な特攻、セットアンドランの三つに区分したものを示した。
ロナルド・M・ホームズとスティーヴン・T・ホームズはディーツの区分したものをさらに8つに区分した。それによると教祖などの指示により門弟が行う師弟タイプ、一家心中も含めた家族皆殺しタイプ、会社での不満に端を発する不満を持った従業員タイプ、自身の背景や社会への不満から無差別殺人を行う不満を持った市民タイプ、セットアンドランタイプ、精神疾患が原因で行われる精神疾患タイプ、加害者の政治的信念に基づくイデオロギータイプ、学校内銃乱射タイプに分けられている。
FBIは2005年に開催された連続殺人に関するシンポジウム報告書の中で、大量殺人との違いを各殺人の間に時間が空くか否かとして区別し、大量殺人を同一事件の中において間を置くことなく行われた4つ以上の殺人行為と説明している。
法政大学文学部心理学科教授の越智啓太と木戸麻由美は犯行形態に基づいて、公共の場に居合わせた人を狙う無差別大量殺傷型、強盗殺人や暴力団事件、保険金殺人や放火などを含む犯罪型、一家心中の家族対象大量殺傷事件、それから精神疾患や薬物中毒が原因となるケースにも触れている。
法務省法務総合研究所による2013年の研究報告では、上記FBIの定義を紹介した上で、ほかにも「しばしば数分又は数時間という短い時間の単一の事件として同じ場所で数人を殺害すること」との定義や「殺人と殺人の間に冷却期間がなく、1か所で3人以上を殺害すること」との定義を併記している。
毎日新聞社 (1991) は、4人以上が殺害された事件を戦後の日本における「大量殺人事件」として取り上げている。また村野薫 (2002) は戦後日本で発生した「大量殺人」として、単一事件・連続事件を問わず、同一の犯人により5人以上が殺害された事件を収録している（「参考文献」節を参照）。

## 大量殺人事件の事例

### 世界の大量殺人事件
- 一般的に著名な事件とされているケースのみを記述する。
- 戦後の日本における大量殺人については後節を参照。

| 事件名                                         | 年     | 場所           | 犠牲者数                      | 犯人のその後             |
|                                                |        |                | (犯人除く)                    |                          |
| ---------------------------------------------- | ------ | -------------- | ----------------------------- | ------------------------ |
| マウンテン・メドウの大虐殺                     | 1857年 | アメリカ合衆国 | 死者100 - 140人               | 死刑執行                 |
| 愛知貰い子殺人事件                             | 1913年 | 日本           | 死者200 - 300人               | 死刑執行                 |
| ミュールハウゼン虐殺事件                       | 1914年 | ドイツ         | 死者14人                      | 精神病院に収容の後死亡   |
| 尼港虐殺事件                                   | 1920年 | ロシア         | 死者6000人（うち日本人731人） | 06-                      |
| バス学校爆破事件                               | 1927年 | アメリカ合衆国 | 死者45人                      | 自殺                     |
| ゴードン・ノースコット事件                     | 1928年 | アメリカ合衆国 | 死者20人                      | 死刑執行                 |
| 津山三十人殺し                                 | 1938年 | 日本           | 死者30人・負傷3人             | 自殺                     |
| カナディアン航空機爆破事件                     | 1949年 | カナダ         | 死者23人                      | 死刑執行                 |
| ユナイテッド航空629便爆破事件                  | 1955年 | アメリカ合衆国 | 死者44人                      | 死刑執行                 |
| テキサスタワー乱射事件                         | 1966年 | アメリカ合衆国 | 死者14人・負傷31人            | 射殺                     |
| シェル湖殺人事件                               | 1967年 | カナダ         | 死者9人                       | 獄中で死亡               |
| 慶尚南道宜寧郡事件                             | 1982年 | 韓国           | 死者57人（諸説あり）          | 人質と共に自爆           |
| サン・イシドロ・マクドナルド銃乱射事件         | 1984年 | アメリカ合衆国 | 死者21人・負傷19人            | 射殺                     |
| カンポ・エリアス・デルガード事件               | 1986年 | コロンビア     | 死者29人・負傷12人            | 射殺                     |
| パシフィック・サウスウエスト航空1771便墜落事故 | 1987年 | アメリカ合衆国 | 死者43人                      | 自殺                     |
| ハンガーフォード事件                           | 1987年 | イングランド   | 死者16人・負傷15人            | 自殺                     |
| モントリオール理工科大学虐殺事件               | 1989年 | カナダ         | 死者14人・負傷14人            | 自殺                     |
| ハッピーランド放火事件                         | 1990年 | アメリカ合衆国 | 死者87人                      | 懲役4350年・獄中で死亡   |
| ルビーズ銃乱射事件                             | 1991年 | アメリカ合衆国 | 死者23人・負傷20人            | 自殺                     |
| ブラウンズ・チキン事件                         | 1993年 | アメリカ合衆国 | 死者7人                       | 終身刑                   |
| カンデラリア教会虐殺事件                       | 1993年 | ブラジル       | 死者8人                       | 主犯は懲役309年          |
| マクペラの洞窟虐殺事件                         | 1994年 | イスラエル     | 死者29人・負傷125人           | 犯行現場で暴行され死亡   |
| 建国門事件                                     | 1994年 | 中国           | 死者24人・負傷30 - 80人       | 射殺                     |
| ダンブレーン事件                               | 1996年 | スコットランド | 死者17人・負傷17人            | 自殺                     |
| ポートアーサー事件                             | 1996年 | オーストラリア | 死者35人・負傷15人            | 終身刑                   |
| サヌア事件                                     | 1997年 | イエメン       | 死者6人・負傷12人             | 死刑執行                 |
| コロンバイン高校銃乱射事件                     | 1999年 | アメリカ合衆国 | 死者13人・負傷24人            | 自殺                     |
| 石家荘爆発事件                                 | 2001年 | 中国           | 死者109人・負傷38人           | 死刑執行                 |
| ネパール王族殺害事件                           | 2001年 | ネパール       | 死者9人                       | 自殺とされているが未確定 |
| ツーク州議事堂銃乱射事件                       | 2001年 | スイス         | 死者14人・負傷18人            | 自殺                     |
| エアフルト事件                                 | 2002年 | ドイツ         | 死者17人・負傷7人             | 自殺                     |
| ナンテール事件                                 | 2002年 | フランス       | 死者8人                       | 自殺                     |
| 大邱地下鉄放火事件                             | 2003年 | 韓国           | 死者192人・負傷148人          | 無期懲役・獄中で死亡     |
| レッドレイク高校事件                           | 2005年 | アメリカ合衆国 | 死者9人                       | 自殺                     |
| 漣川軍部隊銃乱射事件                           | 2005年 | 韓国           | 死者8人・負傷2人              | 死刑判決                 |
| キャピトルヒル事件                             | 2006年 | アメリカ合衆国 | 死者6人・負傷2人              | 自殺                     |
| バージニア工科大学銃乱射事件                   | 2007年 | アメリカ合衆国 | 死者32人・負傷29人            | 自殺                     |
| ヴィネンデン銃乱射事件                         | 2009年 | ドイツ         | 死者15人・負傷9人             | 自殺                     |
| ビンガムトン銃乱射事件                         | 2009年 | アメリカ合衆国 | 死者13人・負傷4人             | 自殺                     |
| クウェート結婚式放火事件                       | 2009年 | クウェート     | 死者57人・負傷90人            | 死刑執行                 |
| 2011年ツーソン銃撃事件                         | 2011年 | アメリカ合衆国 | 死者6人・負傷14人             | 終身刑                   |
| リオデジャネイロ小学校銃乱射事件               | 2011年 | ブラジル       | 死者12人・負傷13人            | 自殺                     |
| ノルウェー連続テロ事件                         | 2011年 | ノルウェー     | 死者77人・負傷100人以上       | 逮捕・禁錮21年           |
| オイコス大学銃乱射事件                         | 2012年 | アメリカ合衆国 | 死者7人・負傷3人              | 逮捕                     |
| オーロラ銃乱射事件                             | 2012年 | アメリカ合衆国 | 死者12人・負傷58人            | 終身刑                   |
| サンディフック小学校銃乱射事件                 | 2012年 | アメリカ合衆国 | 死者26人・負傷1人             | 自殺                     |
| シャルリー・エブド襲撃事件                     | 2015年 | フランス       | 死者12人・負傷11人            | 射殺                     |
| パリ同時多発テロ事件                           | 2015年 | フランス       | 死者130人超・負傷300人超      | 射殺など                 |
| サンバーナーディーノ銃乱射事件                 | 2015年 | アメリカ合衆国 | 死者14人・負傷23人            | 射殺                     |
| 2016年ニーストラックテロ事件                   | 2016年 | フランス       | 死者84人・負傷数百人          | 射殺                     |
| オーランド銃乱射事件                           | 2016年 | アメリカ合衆国 | 死者49人・負傷53人            | 射殺                     |
| 2017年ラスベガス・ストリップ銃乱射事件         | 2017年 | アメリカ合衆国 | 死者60人・負傷867人           | 自殺                     |
| 京都アニメーション放火殺人事件                 | 2019年 | 日本           | 死者36人・負傷34人            | 死刑確定（未執行）       |
| エルパソ銃乱射事件                             | 2019年 | アメリカ合衆国 | 死者23人・負傷23人            | 終身刑                   |
| ナコンラチャシマ銃乱射立てこもり事件           | 2020年 | タイ           | 死者29人・負傷58人            | 射殺                     |
| ロブ小学校銃乱射事件                           | 2022年 | アメリカ合衆国 | 死者21人・負傷17人            | 射殺                     |
| ノーンブワラムプー銃乱射事件                   | 2022年 | タイ           | 死者36人・負傷者10人          | 自殺                     |

### 日本の大量殺人事件

#### 戦前
- 1880年（明治13年）7月23日 ‐ 吉原杉戸楼7人斬り。吉原で妓楼の料金を巡って揉めた客の巡査が7人を襲い、4人を死亡させた[23]。
- 1893年（明治26年）5月25日 - 河内十人斬り[24]。
- 1905年（明治38年）6月20日 ‐ 堀江六人斬り。大阪府大阪市西区堀江の堀江遊郭にあった妓楼の主人が家庭の揉め事から家族と雇人を襲い、5人即死、1人は両腕を切り落とされた[23]。
- 1909年（明治42年） ‐ 二本榎一家殺し。東京府東京市芝区（現：東京都港区）の二本榎で、盗み目的で隣家に入ったところ家族が目を覚ましたため一家5人を手斧で皆殺しにした[23]。
- 1909年（明治42年） - 嬰児大量殺人事件[25]。1909年6月に佐賀県佐賀市西与賀町厘外（りんげ）で発覚した貰い子殺人事件で、厘外のもらい子殺しとも呼ばれる[26]。櫛職人夫婦が椿油行商の女から周旋を受け、私生児を養育費付きで預かっては次々に殺害、約7年間で60人以上の幼児が犠牲になった[26]。1913年（大正2年）2月、犯人夫婦に死刑、従犯である椿油行商には懲役12年の判決が言い渡された[26]。佐賀県犯罪史上、最も残忍な事件と評されている[26]。
- 1913年（大正2年） ‐ 愛知貰い子殺人事件
- 1915年（大正4年）3月15日 ‐ 小石川七人斬り事件。東京府東京市小石川区表町（現：東京都文京区小石川）にあった東京電灯小石川出張所で一家が襲われ、幼児を除く7人が殺害された[27]。
- 1921年（大正10年）6月3日 ‐ 東京市電運転手連続殺傷事件。朝鮮人の市電運転士が同居の同僚家族らと揉めたのをきっかけに日本人7人を殺し、10人を負傷させた[23]。
- 1922年（大正11年）12月30日 ‐ 桐ケ谷6人殺し。東京府大崎町桐ケ谷（現：東京都品川区）の洋品店に賊が押し入り、手おののような凶器で一家6人を殺害（未解決事件）[28]。
- 1924年（大正13年）11月23日 - 「九人斬り事件」[29]。愛知県名古屋市中区入江町3丁目4（現：白川町もしくは栄二丁目）にあった芸妓置屋で[30]、常連客の男が入れあげていた芸者に冷たくされたことを恨み、手斧で芸者や置屋一家4人（主人夫婦と子供2人）、芸者見習い2人など計8人を殺害、1人に重傷を負わせた大量殺人事件[29]。犯人は12月2日未明に名古屋駅で逮捕され[29]、1925年（大正14年）2月26日に名古屋控訴院で死刑判決を受け、控訴したが、同年7月3日に名古屋控訴院で再び死刑判決を受け、大審院への上告を自ら取り下げて死刑が確定、1926年（大正15年）3月19日に名古屋刑務所で死刑執行（28歳没）[31]。逃走中には兵庫県神戸市で「おれは名古屋の八人殺しの犯人だぞ」と女性を脅して50円を奪う事件が発生したり、名古屋市南区で逮捕された侵入盗が「俺は九人斬りだ」と威張っていたという出来事があったりした[29]。
- 1926年（大正15年）4月16日 - 船橋町一家五人惨殺事件[32]。千葉県東葛飾郡船橋町本宿（現：船橋市）の京成電鉄大神宮下停留所前で、高輪中学校数学教諭の男性（当時53歳）と妻、子供3人の一家5人が殺害されているのが発見された[33]。千葉県警察部（現：千葉県警察）史上初の大量殺人事件[32]。同年7月19日に被疑者の鳥飼栄次（当時26歳）が逮捕されたが[32]、公判前の1927年1月13日に収監先の千葉刑務所で病死した[34]。
- 1926年（大正15年）5月 ‐ 龍野一家6人殺し。兵庫県揖保郡龍野町（現：たつの市）で、保険金目的で母・子・姪の6人を殺し、妻がやったという遺書を妻に書かせた上に自殺に追いやった[35]。犯人の男は1927年（昭和2年）5月27日に姫路支部裁判所で死刑判決を言い渡され、同年12月に死刑が確定、1928年（昭和3年）2月3日に死刑を執行された[36]
- 1926年（大正15年）8月19日から9月30日 - 鬼熊事件[37]。戦前の千葉県で発生した大量殺人事件[38]。千葉県香取郡久賀村（現：多古町）で岩淵熊次郎（当時35歳）が警察官を含む3人を殺害し、警察官・消防団員ら3人にも重傷を負わせ、民家1軒を放火で全焼させた[39]。岩淵は義理堅く素直な性格であったため、事件前から村民には親しまれており、逃走中に岩淵を匿った村民もいた。同月30日、岩淵は毒薬入り最中を食べて死亡した[39]。
- 1938年（昭和13年）5月21日 ‐ 津山三十人殺し。岡山県苫田郡西加茂村（現：津山市加茂町行重）で当時21歳の青年が斧で祖母を斬殺したのを皮切りに、猟銃・日本刀を用いて近隣11戸を次々と襲い、最終的に30人を殺害、自身も猟銃で自殺した[40]。2016年時点で日本の犯罪史上、最大の大量殺人とされている[40]。
- 1942年（昭和17年）10月4日 - 耶麻郡加納村における親族鏖殺事件[41]。福島県耶麻郡加納村（後の熱塩加納村、現：喜多方市）で日本刀を持った男が3軒を次々と襲って8人を殺害し[42]、最終的には自らの首を絞めて自殺した[43]。福島県で過去に発生した大量殺人事件の1つとして取り上げられている[42]。

#### 戦後
下記の一覧は1945年（昭和20年）以降に日本で発生した事件で、「大量殺人」として扱われているものである。『読売新聞』 (2004) は警察庁からの情報として、1991年から2004年8月までの間に5人以上が殺害された大量殺人事件は暴力団抗争や無理心中を除き、計13件発生していると報じている。
事件名の列は都道府県順にソートしている。
| 事件名                                       | 殺害人数 | 発生年          | 事件概要など | 事件を大量殺人とみなす出典                     |
| -------------------------------------------- | -------- | --------------- | --- | ---------------------------------------------- |
| 小平義雄事件                                 | 7        | 1945年-1946年   | 犯人の小平義雄は戦時中の1945年5月25日に東京都品川区の海軍第一衣料廠ボイラー室で女子挺身隊員（当時21歳）を強姦して殺害。これ以降、6月23日と7月12日に栃木県で2件、7月15日に東京都北多摩郡清瀬村（現：清瀬市）で1件の強姦殺人事件を起こし、終戦後の9月28日には池袋で、12月30日には再び栃木県で、1946年8月6日には増上寺（東京都港区芝）で、若い女性を次々と強姦・殺害した。10件の強姦・殺人、強盗、窃盗で起訴されたが、第一審の東京地裁で3件の殺人は証拠不十分として無罪になり、小平が犯行を認めた7件が有罪と認定された。 小平は1947年6月18日に東京地裁で、1948年2月27日に東京高裁で死刑判決を言い渡され、同年11月16日に最高裁第三小法廷で上告棄却の判決を言い渡されたことで死刑が確定。1949年10月5日に宮城刑務所で死刑執行（45歳没）。 | [ 54 ]                                         |
| 枚方の一家六人惨殺事件                       | 6        | 1945年          | 1945年12月18日、大阪府北河内郡寝屋川町（現：枚方市）で発生。ベルトレーシング経営工場を経営していた男性（当時60歳）ら一家6人が、同居人である正井考太郎（当時30歳）に出刃包丁で刺される、金槌で殴られるなどして殺害され、死体を家の庭先に埋められた。正井は事件後に行方を晦ましていたが、1946年2月13日に大阪駅前で逮捕された。 正井は1947年5月21日に大阪地裁で死刑判決を言い渡され、控訴したが、同年12月11日には大阪高裁で再び死刑判決を言い渡された。同月17日に死刑が確定、1948年12月15日に大阪拘置所で死刑執行（32歳没）。 | [ 61 ]                                         |
| 和歌山一家8人殺害事件                        | 8        | 1946年          | 1946年1月29日、和歌山県和歌山市東長町三丁目で発生。犯人の男は、自身の母親が兄嫁による虐待の末に死んだと思い込み、復讐として兄一家8人を殺害した。 犯人は事件から2年後の1948年3月に自首し、1949年8月に最高裁で死刑判決が確定したが、1952年のサンフランシスコ平和条約発効を記念してなされた恩赦によって無期懲役に減刑され、1968年4月10日に収監先の大阪刑務所から仮釈放された。 | [ 68 ] [ 69 ]                                  |
| 片岡仁左衛門一家殺害事件                     | 5        | 1946年          | 1946年3月16日朝、東京都渋谷区千駄ヶ谷の第12代片岡仁左衛門（歌舞伎俳優）宅で片岡ら一家5人が薪割斧で滅多打ちにされて殺害された。犯人は被害者の1人である子守の女性の実兄（当時22歳）で、事件4日後に逮捕された。犯行動機は主人家族から差別的な待遇を受けていたことであり、裁判では犯行時の責任能力が問題になり、最終的に無期懲役が確定した。 | [ 70 ]                                         |
| 一家6人殺害事件                              | 6        | 1946年          | 1946年4月16日、福岡県遠賀郡中間町（現：中間市）で発生。博打で負けたために一張羅を取られた炭鉱夫の男が逆上し、雑貨商一家6人をツルハシで虐殺した。 犯人は1946年7月8日に福岡地裁飯塚支部で死刑判決を言い渡され、控訴したが、同年11月に福岡高裁で控訴棄却の判決を言い渡され、死刑が確定。1948年1月27日に広島刑務所で死刑執行された。 | [ 72 ]                                         |
| 日光中宮祠事件                               | 6        | 1946年          | 1946年5月4日未明、栃木県日光市中宮祠の旅館から出火し、その旅館を含む7棟が全焼、旅館の焼け跡から一家6人の焼死体が発見された。日光警察署は当初、一家無理心中事件として扱ったが、事件から9年後の1955年5月、埼玉県警に逮捕された男（実際にはこの事件とは無関係）が犯行を自供したところ、被害者遺族が埼玉県警に再捜査を依頼、同年7月から8月にかけて真犯人である在日朝鮮人の男2人が逮捕された。 犯人2人は1960年に死刑が確定、事件から14年後の1974年6月6日、宮城刑務所で死刑を執行された。 | [ 77 ]                                         |
| 長野県市田村一家7人殺害事件                  | 7        | 1946年          | 1946年5月10日、長野県下伊那郡市田村（現：高森町）で一家7人の殴殺死体が発見された。犯行は前夜（5月9日夜）とされ、強盗目的の犯行とされたが、未解決のまま発生から15年後の1961年5月に公訴時効が成立した。 | [ 84 ]                                         |
| 一勝地村農家6人殺害事件                      | 6        | 1946年          | 1946年8月29日に熊本県球磨郡一勝地村（現：球磨村）で発生。朝鮮半島へ引き揚げようとした朝鮮人3人による犯行。 熊本地裁八代支部は1947年3月22日、犯人3人に死刑判決を言い渡した。3人とも控訴したが、うち1人は控訴を取り下げて死刑が確定。残る2人の控訴審判決は同年7月5日に福岡高裁で言い渡され、1人は無期懲役となったが、もう1人は第一審と同じく死刑を言い渡され、2人とも上告せずに死刑と無期懲役がそれぞれ確定。 1950年1月20日、死刑が確定した2人は福岡刑務所で死刑を執行された。 | [ 85 ]                                         |
| 奈井江村一家皆殺し事件                       | 5        | 1946年          | 1946年12月10日、北海道空知郡奈井江村（現：奈井江町）で農家の男性（当時45歳）ら一家5人が惨殺されているのが発見された。犯人は現場近くの井華炭鉱で働いていた鉱夫の阿部新太郎と金相源の2人で、農業の副業として米の闇売りをしていた被害者から現金を奪うことを目的に現場の被害者宅に侵入、鉄パイプで撲殺した。 犯人2人はいずれも強盗殺人、同傷害の罪に問われ、阿部は強盗未遂の罪にも問われた。2人とも1947年7月7日に札幌地裁で死刑判決を言い渡され、控訴したが、金は1948年9月23日に控訴を取り下げ、死刑が確定。阿部も同年6月30日に札幌高裁で再び死刑判決を受け、上告取り下げにより、同年7月6日に死刑が確定。 | [ 93 ]                                         |
| 静岡市新通り一家五人殺害事件                 | 5        | 1947年          | 1947年2月3日、静岡県静岡市新通り（現：静岡市葵区新通）で一家5人が兵児帯や電気コードで絞殺された事件。被害者は雑貨店主の家族で、主人は前年の1946年暮れから福岡に長期出張中だった。 犯人は被害者宅に出入りしたことのある少年ら2人で、同年4月25日、静岡地裁で死刑判決を言い渡された。2人とも控訴したが、1人は1950年1月19日に死亡したため公訴棄却。もう1人は同年9月25日、東京高裁で無期懲役の判決を言い渡された。 | [ 96 ]                                         |
| 滑河の一家七人強盗殺人事件                   | 7        | 1947年          | 1947年5月3日夜、千葉県香取郡滑河町（同郡下総町を経て、現在の成田市）で一家7人が重量感のある鋭利な刃物で刺殺されているのが発見された。強盗殺人事件として捜査が行われたが、未解決のまま、発生から15年後の1962年5月に公訴時効が成立。 | [ 38 ]                                         |
| 安達郡熱海町の一家六人強殺事件               | 6        | 1947年          | 1947年12月1日、福島県安積郡熱海町（現：郡山市）で農家一家6人が就寝中に斧で撲殺されているのが発見された。犯行は11月29日夜から30日朝までの間に行われたとみられる。未解決のまま、事件発生から15年後の1962年11月30日に公訴時効が成立。 その後、1964年8月11日に会津若松市で強盗致死事件を起こして逮捕された男がこの一家6人殺しについて自供したが、既に公訴時効が成立していたためこの事件では立件されず、男は最終的に証拠が確実な1件の強盗致死罪などで起訴され、1965年7月21日に福島地裁会津若松支部で求刑通り無期懲役の判決を言い渡された。その後、1966年5月12日には仙台高裁で被告人の控訴を棄却する判決が言い渡され、同年11月1日付で最高裁から被告人の上告を棄却する決定がなされ、同月8日付で無期懲役が確定している。 戦後の福島県で発生した大量殺人事件にはこの事件以外にも、会津若松市藤室の一家5人殺害事件（1948年2月）、石城郡高久村（現：いわき市）の一家4人殺害事件（1949年6月）、岩瀬郡天栄村の一家3人殺害事件（1959年12月）といった3件の強盗殺人事件、1995年7月に須賀川市で発覚した祈祷師による6人連続殺人事件がある。県内で6人が殺害された事件は1954年の福島県警察本部発足以来、須賀川の事件が初であり、この熱海町の一家6人殺害事件以来でもあった。 | [ 42 ] [ 106 ]                                 |
| 帝銀事件                                     | 12       | 1948年          | 1948年1月26日、東京都豊島区の帝国銀行椎名町支店で赤痢の薬と称して毒薬を飲まされた12人が死亡した。犯人の男は現金164400円と額面17450円の小切手を奪って逃走した。 事件から8か月後に平沢貞通が被疑者として逮捕され、1955年に最高裁で死刑が確定したが、平沢は逮捕前から一貫して犯行を否認し、1987年5月10日に収監先の八王子医療刑務所で獄中死（95歳没）。 | [ 111 ] [ 107 ]                                |
| 音江村一家八人皆殺し事件                     | 8        | 1948年          | 1948年3月31日、北海道空知郡音江村（現：深川市音江町）で発生。農家の男性（当時39歳）が、自宅から数 km離れた場所に住む一家8人（夫婦と子供6人）を斧で撲殺したとして強盗殺人罪に問われたが、証拠不十分のため、被告人の男性は1949年（昭和24年）6月22日に旭川地裁で無罪判決を言い渡された。その後、旭川地検は判決を不服として札幌高裁に控訴したが、控訴審でも無罪が言い渡され、1952年8月に最高裁で上告が棄却されたため、被告人の無罪が確定した。その後、警察は事件を再捜査しなかったため、同事件は未解決事件となった。 北海道で戦後、4人以上が殺害された大量殺人事件は2008年12月までに7件が発生しているが、この音江村の事件を含む6件は強盗目的など金銭・財産絡みであり、また夕張保険金殺人事件以外は前述の奈井江村（現：奈井江町）で発生した事件や、後述の真狩村・美深町で発生した事件、豊頃町の事件など農村で発生したものであり、戦後の物資不足下でも比較的恵まれていた農家が狙われた事件であるとみられている。 | [ 112 ] [ 120 ]                                |
| 小田原一家5人殺害事件                        | 5        | 1949年          | 1949年9月14日、神奈川県小田原市井細田（現：小田原市扇町一丁目）の銭湯の経営者宅で、当時19歳の少年が経営者一家6人（夫婦と子供4人）を鉈や肉切り包丁で襲い、5人を殺害した。 1951年9月に最高裁で死刑が確定したが、サンフランシスコ平和条約発効を記念してなされた恩赦によって無期懲役に減刑され、1970年3月に宮城刑務所から仮釈放された。しかし仮釈放中の1984年7月8日に東京都杉並区で殺人未遂事件を起こし、同年12月19日に東京地裁で懲役8年の実刑判決を言い渡され、仮釈放も取り消されたことで再び服役することとなった。 | [ 127 ] [ 128 ]                                |
| 三鷹事件                                     | 6        | 1949年          | 国鉄三大ミステリー事件のひとつ。1949年7月15日夜、東京都三鷹市の中央線三鷹駅車庫に入っていた無人電車が暴走して駅前の交番や民家に突っ込み、6人が死亡、26人が負傷した。一連の事件で竹内景助と日本共産党員10人が起訴され、最終的に竹内は1955年に最高裁で死刑が確定した一方、他9人は無罪が確定した。竹内は冤罪を訴え、再審請求を行ったが、1967年に獄中死した。 | [ 129 ]                                        |
| 北海道拓殖銀行美深支店6人殺害事件            | 6        | 1950年          | 1950年4月2日、北海道中川郡美深町の北海道拓殖銀行美深支店に隣接する支店長宅で、支店長夫婦とその娘2人、支店長代理夫婦の計6人が殺害され、支店事務室にあった現金約100万円を強奪された。支店長の娘3人は別室にいて助かったが、犯人は特定できず、未解決のまま1965年4月に公訴時効が成立。 拓殖銀行美深支店の強盗殺人事件とも呼称される。 | [ 132 ]                                        |
| 栗田源蔵による連続殺人事件                   | 8        | 1948年 - 1951年 | 1948年2月8日、静岡県駿東郡原町（現：沼津市）で女性2人を殺害。その後、傷害・窃盗事件で服役するが、先の殺人は発覚せず、仮釈放後の1951年8月8日には栃木県下都賀郡小山町（現：小山市）で天理教布教師の妻を殺害。1951年10月10日、千葉県の「おせんころがし」で母子4人を襲って3人を殺害した（おせんころがし事件）。 1952年1月16日、千葉県千葉市検見川町（現：千葉市花見川区検見川町）で母娘を強姦した上で殺害（検見川事件）、この事件で検挙され、同年8月13日に千葉地裁で死刑判決を言い渡された。その後、静岡・栃木の両事件とおせんころがし事件についても自供、それらの事件については1953年12月21日に宇都宮地裁で死刑判決を言い渡された。両事件とも死刑判決を不服としてそれぞれ東京高裁へ控訴していたが、1954年10月18日付でいずれも控訴を取り下げ、死刑が確定。1959年10月14日に宮城刑務所で死刑執行（34歳没）。 | [ 147 ]                                        |
| 黒山の一家六人焼死事件                       | 6        | 1951年          | 大阪府南河内郡北八下村（現：堺市美原区）で1951年1月9日に青物商宅が全焼、焼け跡から一家5人の焼死体が発見され、出荷発見直後に救助された生後7か月の嬰児も死亡した。黒山事件、黒山の一家六人殺しとも呼称される。 現場検証や司法解剖の結果から殺人・放火事件と断定されたが、聞き込み捜査は難航し、事件から15年後の1966年1月9日に未解決のまま公訴時効が成立した。 | [ 150 ]                                        |
| 青森県新和村一家7人殺害事件                  | 7        | 1953年          | 1953年12月12日、青森県中津軽郡新和村（現：弘前市）で、実家のリンゴ農家に味噌を盗みに入った男が、家にあった猟銃で父親一家7人を射殺。その際に、銃口から出た火が布団に引火して実家が全焼し、長兄の子供1人が焼死。死者が計8人であるため、8人殺害事件として扱う文献もある。 刑事裁判では「殺人行為におよんだ際は心神喪失状態だった」と認定され、住居侵入のみ有罪（懲役6月・執行猶予2年）となった。 | [ 155 ] [ 153 ]                                |
| 豊津村の八人殺し                             | 8        | 1954年          | 1954年9月7日、福岡県京都郡豊津村（現：豊津町）で発生。一家の主人である男性（当時47歳）と妻（当時43歳）、彼ら夫婦の子供4人、そして主人の義妹（当時34歳）とその長男（当時15歳）の計8人が死亡、主人夫婦の娘3人は一命を取り留めたが重傷を負っていた。犯人の男（当時37歳）は主人の義妹と愛人関係にあったが、事件直前には2人の関係が険悪になっており、犯人が復縁を迫ったところ相手にされなかった上、身体的特徴を軽蔑されたことから、就寝中の一家11人を三つ又鍬で殺傷したものである。 犯人の男は1955年2月25日、福岡地裁小倉支部（渡辺裁判長）で死刑判決を言い渡され、控訴したが、同年7月9日に福岡高裁（筒井裁判長）で控訴棄却の判決を言い渡された。同年12月25日に最高裁第三小法廷で上告棄却の判決を言い渡され、死刑が確定。 福岡県の犯罪史上、類を見ない大量殺人事件だった。豊津村一家十一人殺傷事件、福岡の十一人殺傷事件とも呼称される。 | [ 163 ] [ 164 ]                                |
| 徳宿村一家9人毒殺放火事件                    | 9        | 1954年          | 1954年10月10日未明、茨城県鹿島郡徳宿村（現：鉾田市）で発生。農業兼精米業を営む男性（当時42歳）宅から出火し、焼け跡から一家8人と女中1人の死体が発見された。焼け跡から青酸性毒物の入った薬瓶が発見されたことなどから、犯人が被害者9人を毒殺した上で逃走したものと断定された。犯人は前科8犯の印刷工の男（当時43歳）で、11月7日に栃木県の塩原温泉で逮捕されたが、その直後に青酸カリを服毒して自殺した。 帝銀事件との手口の類似性から、同事件で死刑が確定した平沢貞通の弁護人が帝銀事件も同一犯の可能性があるとして同事件の現場まで調査に出向いたが、犯人自殺のため不首尾に終わった。 | [ 165 ]                                        |
| 仁保事件                                     | 6        | 1954年          | 冤罪事件。 1954年10月25日、山口県吉敷郡大内村仁保（現：山口市仁保下郷）で農業を営んでいた男性（当時49歳）の一家6人が皆殺しにされる事件が発生。1955年10月10日に被疑者として地元の男性が逮捕されたが、住居侵入、窃盗、同未遂、強盗殺人罪で起訴された。 男性は第一審の山口地裁で1962年6月15日に死刑判決を言い渡され、控訴審の広島高裁でも1968年2月14日に控訴棄却の判決を言い渡されたが、最高裁第二小法廷は1970年7月31日、原判決を破棄して審理を広島高裁に差し戻す判決を言い渡した。その後、広島高裁は1972年12月14日に別件の窃盗のみ有罪とし、懲役6月の刑を言い渡したが、強盗殺人については無罪とする判決を言い渡し、確定した。 | [ 169 ]                                        |
| 川崎の家族7人殺害事件                        | 7        | 1957年          | 1957年3月4日、神奈川県川崎市東渡田3丁目（現：川崎市川崎区鋼管通）で発生。高校をノイローゼのため中退した男（当時17歳）が、祖父の財産を巡って父親と口論になった末、家族7人を鉈で皆殺しにして自宅に放火し、自宅と隣接家屋の計4棟を全焼させた。 横浜地検は男の犯行時の精神状態を調べるべく、竹山恒寿（東京慈恵会医科大学講師、総武病院長）に精神鑑定を依頼したが、精神分裂病による心神喪失状態だったという鑑定結果が出たことを踏まえ、同年5月20日付で不起訴処分にした。男は同日、神奈川県立精神病院芹香院に強制収容された。少年犯罪であるが、事件当時は実名報道がなされた。 | [ 180 ]                                        |
| 昭和郷アパート放火事件                       | 8        | 1957年          | 1957年10月27日、東京都昭島市の共同住宅で発生。住民の男が火災保険金目当てに放火し、類焼により逃げ遅れた女性・子供8人が焼死、6人が重軽傷を負い、34世帯134人が焼け出された。 犯人の男は1961年に最高裁で死刑が確定。 | [ 181 ] [ 185 ]                                |
| 真狩村の一家6人殺害事件                      | 6        | 1959年          | 1959年6月4日、北海道虻田郡真狩村（後志総合振興局管内）で農業を営んでいた一家6人が殺害された事件。被害者一家の使用人だった男（当時20歳）による犯行。 犯人は殺人と殺人未遂の罪に問われ、札幌地裁小樽支部で開かれた第一審公判で検察官から死刑を求刑された一方、弁護人は犯人には一種の軽いてんかん症状があり、犯行時は心神耗弱状態だったと主張した。同地裁支部（山田裁判長）は1960年4月13日の判決公判で、犯行の悪質性から見れば死刑が相当だが、動機は常識では考えられないものであり、また犯行も発作的だったとして、犯人は犯行時に心神耗弱状態だったとする精神鑑定結果を採用し、無期懲役の判決を言い渡した。検察官は事実誤認と量刑不当を主張して控訴し、控訴審でも犯人には完全な責任能力があった旨を主張して死刑を求めたが、札幌高裁が東京大学医学部脳研究所の医学博士・武村信義に依頼して犯人の精神鑑定を実施させたところ、改めて心神耗弱とする鑑定結果が出た。1962年11月27日に札幌高裁（矢部裁判長）は原判決の判断を支持し、検察官の控訴を棄却する判決を言い渡した。 事件後、新聞各紙は北海道警からの発表を受け、犯人を養子にするという被害者一家の約束が守られなかったことへの恨みが動機であるという見方を報じているが、犯人の親族は犯人の実家が貧乏だったことから、10年働けば畑を分けてやるという話はあったが、事件当時はまだ1、2年しか働いておらず、養子にするという話はなかったと述べている。一方、一家で唯一殺されなかった長女（当時17歳）と結婚して財産を奪う目的だったとの見方もされている。                   | [ 119 ] [ 186 ]                                |
| 岩槻一家7人殺害事件                          | 7        | 1959年          | 1959年7月22日、埼玉県岩槻市（現：さいたま市岩槻区）で家庭環境に疲れ果てた男が無理心中しようとして自宅に放火し、家族7人を焼死させた。 第一審の浦和地裁は1960年2月25日、死刑を求刑されていた犯人に無期懲役の判決を言い渡したが、検察官が控訴したところ、東京高裁刑事第5部（小林裁判長）は1962年6月27日、原判決を破棄して死刑判決を言い渡した。最高裁第三小法廷（垂水裁判長）で1963年4月30日に上告棄却の判決を言い渡され、死刑が確定。 | [ 191 ]                                        |
| 名張毒ぶどう酒事件                           | 5        | 1961年          | 1961年3月28日、三重県名張市葛尾で発生。公民館で開かれていた懇親会で、農薬入りのぶどう酒を飲んだ女性17人が中毒症状を起こし、5人が死亡した。 殺人罪で起訴された奥西勝に対し、第一審の津地裁は自白の信用性を否定して無罪判決を言い渡したが、控訴審の名古屋高裁は死刑の逆転有罪判決を言い渡し、1972年に最高裁で死刑が確定。 死刑確定後、奥西は冤罪を訴えて再審請求を繰り返し、名古屋高裁は第7次再審請求審で2005年に再審開始決定を出したが、検察官が異議申し立てを行ったところ、2006年に再審請求棄却の決定がなされた。2015年、奥西は八王子医療刑務所で獄中死した。 | [ 198 ]                                        |
| 森吉事件                                     | 6        | 1963年          | 1963年10月15日朝、徳島県三好郡池田町ウエマツ（現：三好市池田町ウヱマツ）の浄水場管理人一家6人がナタのようなもので滅多打ちにされて5人が死亡、1人が瀕死の重傷を追うという事件が発覚した。犯人の森吉幸喜はこの事件以外にも高知県や香川県で相次いで強盗殺人、強盗殺人未遂、強盗事件を起こしており、1963年10月2日から同月20日までの間に19日間で計6人を殺害、4人を負傷させていた。森吉は1964年3月3日に徳島地裁で死刑判決を言い渡され、1966年3月31日に最高裁第一小法廷（入江俊郎裁判長）で上告棄却の判決を言い渡されたことで死刑が確定。 徳島県内で一度に6人が殺傷された事件は過去に例がなく、昭和に入ってからでは最も凶悪な事件と評されている。 | [ 202 ]                                        |
| 西口彰事件                                   | 5        | 1963年          | | [ 203 ]                                        |
| 古谷惣吉連続殺人事件                         | 10       | 1965年          | 古谷惣吉が1965年10月から12月にかけ、兵庫・滋賀・福岡・京都・大阪の西日本2府3県で独居老人8人を相次いで殺害した。古谷は同年12月12日に全国に指名手配され、同日に兵庫県で逮捕された。また古谷は1951年に福岡県で強盗殺人2件を犯していたが、同事件で1955年に逮捕された時点では既に先に逮捕された共犯者の死刑が執行されており、古谷が直接手を下した証拠が認められなかったため、懲役10年の刑にとどまっていた。 古谷は1971年4月1日に神戸地裁で死刑判決を言い渡され、1979年1月に最高裁で死刑が確定、1985年5月31日に大阪拘置所で死刑を執行された（71歳没）。 | [ 208 ]                                        |
| 連続ピストル射殺事件                         | 4        | 1968年          | 1968年秋、永山則夫が東京都・京都府・北海道・愛知県の4都道府県で警備員やタクシー運転手4人を射殺した。警察庁広域重要指定108号事件。 | [ 209 ]                                        |
| 大方町7人殺傷事件                            | 5        | 1969年          | 1969年1月4日未明、高知県幡多郡大方町浮鞭（現：黒潮町浮鞭）で発生。元工員の男が、自身との結婚の申し込みを断った女性（事件当時23歳）宅に押し掛け、女性の姉（当時33歳）や彼女の子供、ハイヤー運転手ら5人を鉄材で撲殺、2人に重傷を負わせた。 犯人の男は殺人・同未遂の罪に問われ、1970年4月24日に高知地裁で死刑判決を言い渡され、1975年4月30日に高松高裁で控訴棄却判決を言い渡されたが、最高裁第二小法廷は1978年3月24日、男が犯行時に心神耗弱状態であった疑いがあるとして原判決を破棄し、審理を高松高裁に差し戻す判決を言い渡した（参照）。高松高裁は1983年11月2日、男は犯行時心神耗弱状態だったと認定、第一審判決を破棄して男に無期懲役を言い渡し、1984年7月5日までに最高裁第三小法廷が男の上告を棄却する決定を出したため、無期懲役が確定した。 | [ 215 ]                                        |
| 島原の酒造元一族6人殺害事件                  | 6        | 1970年          | 1970年2月1日、長崎県島原市の老舗酒造会社の経営者宅で発生。祖父の遺言状を契機に自宅と酒造会社常務の地位を剥奪された男が、財産相続した叔母夫婦を猟銃で殺害。自身の家族4人も殺害して自殺。 | [ 216 ]                                        |
| 大久保清による連続女性誘拐殺人事件           | 8        | 1971年          | 1971年3月から5月にかけ、大久保清が群馬県で若い女性8人（16歳から21歳、うち3人は女子高生）を相次いで強姦目的で誘拐して殺害、遺体を榛名湖畔や妙義山麓などに埋めた。同年5月14日、大久保は行方不明になっていた被害者の1人に対する営利誘拐容疑で群馬県警に逮捕され、同月21日から7月30日にかけて被害者8人の遺体が相次いで発見された。 大久保は1973年2月22日、前橋地裁で死刑判決を言い渡され、控訴しなかったため、同年3月9日に死刑判決が確定。1976年1月22日に東京拘置所で死刑を執行された（41歳没）。 「小平事件」を上回る陰惨な連続女性誘拐殺人事件として、群馬県のみならず日本社会に大きな衝撃を与えた。 | [ 209 ] [ 111 ]                                |
| 連合赤軍によるリンチ殺人事件・あさま山荘事件 | 17       | 1972年発覚      | 1971年7月に結成された連合赤軍が“総括”と称したリンチで仲間14人を殺害、1972年2月には長野県北佐久郡軽井沢町のあさま山荘に立てこもって警察官と銃撃戦を行った。一連の事件では17人が死亡し、坂口弘・永田洋子の死刑が確定した。 | [ 225 ] [ 223 ]                                |
| 柿崎製作所一家撲殺事件                       | 5        | 1974年          | 1974年2月6日、東京都台東区上野七丁目の消火器販売業者一家ら5人が殺害された。警察庁によれば、このような一家大量殺人事件は高知県幡多郡大方町の一家5人殺し（1969年1月4日）、長崎県島原市の一家6人射殺事件（1970年2月1日）、静岡県島田市の一家4人殺害事件（1971年12月28日、未解決）といった事件以来だった。 犯人の男2人は強盗殺人罪に問われ、1975年12月22日に東京地裁で死刑判決を言い渡された。その後、1977年3月に東京高裁で控訴棄却の判決を言い渡され、1979年12月に最高裁第三小法廷で上告棄却の判決を言い渡されたため、2人とも死刑が確定。1986年5月20日、東京拘置所で死刑を執行された。 | [ 227 ]                                        |
| 三菱重工爆破事件                             | 8        | 1974年          | 東アジア反日武装戦線による連続企業爆破事件の1つ。1974年8月30日、東京都千代田区丸の内の三菱重工本社ビル玄関入り口に仕掛けられた爆弾が爆発、死者8人、負傷者400人以上（起訴分は165人）を出した。 大道寺将司・片岡利明の2人に対し、1987年に死刑が確定。また黒川芳正は無期懲役、荒井まり子は懲役8年、宇賀神寿一は懲役18年の判決が確定したが、共犯者である佐々木規夫はクアラルンプール米大使館人質占拠事件（1975年8月4日）、大道寺あや子・浴田由紀子はダッカ日航機ハイジャック事件（1977年9月28日）でそれぞれ獄中から日本赤軍に奪還され、国外逃亡した。 | [ 230 ]                                        |
| 池袋アパート放火事件                         | 6        | 1975年          | 1975年3月27日、東京都豊島区上池袋のアパートで発生。このアパートで家賃免除で生活していた男が、大家に無賃で働かされていたことへの不満からアパートに放火、住民6人を焼死させた。 | [ 232 ]                                        |
| 米子の家族5人殺害事件                        | 5        | 1975年          | 1975年9月28日、鳥取県米子市彦名町で、脳障害などの疑いを理由に鳥取大学医学部附属病院に入院していた男（当時35歳）が一時帰宅中、妻子5人を斧で惨殺し、自らも首吊り自殺を図ったが未遂に終わり、回復後に逮捕された。逮捕・送検後、鳥取地検米子支部は同年12月末時点で精神鑑定を行っていた。 男は事件前の7月30日に発熱を理由に診察を受け、8月2日には脳腫瘍の疑いで入院、その直後には被害妄想や記憶喪失の症状も見られていたが、その後は快方に向かい、精神病の兆候はなく、27日から2回目の帰宅を許されていた。鳥取県警察始まって以来の大量殺人であった。 | [ 237 ] [ 238 ]                                |
| 安芸の6人射殺事件                            | 6        | 1975年          | 1975年11月6日夜、高知県安芸市で発生。同市伊尾木で男が自宅近隣4軒の住宅に侵入、6人を射殺して2人に重傷を負わせた。犯人は精神分裂病に罹患していた元建設省職員の男で、近隣住民たちを逆恨みし、自動式4連発の猟銃を事前に購入して射撃訓練をするなどした上で犯行におよんでいた。 第一審で検察官は犯行を「死刑相当」と位置づけた上で、男は犯行時心神耗弱状態だったとして無期懲役を求刑したが、高知地裁（鍵山鉄樹裁判長）は1981年9月2日、男は犯行時心神喪失状態だったとして無罪判決を言い渡した。検察官が控訴したところ、控訴審で行われた精神鑑定では限定的に責任能力を認める2つの鑑定結果が出され、高松高裁（金山丈一裁判長）は1984年12月4日、男は犯行時心神耗弱状態だったと認定、原判決を破棄して男を無期懲役とする判決を言い渡した。男は上告せず、同月19日付で無期懲役が確定。 | [ 240 ]                                        |
| 熊本の姉一家ら6人殺害事件                    | 6        | 1977年          | 1977年2月20日、熊本県熊本市九品寺二丁目（現：熊本市中央区九品寺二丁目）で発生。妻に出て行かれた男が妻をかくまっていると疑った姉夫婦を殺害、次いで姉夫婦宅に放火して夫婦の長男を死亡させ、助かった次男も負傷させる。自らも子供3人を抱えて焼身自殺を図り、死亡した。 | [ 243 ]                                        |
| 梅川昭美による一連の事件                     | 5        | 1979年          | 大竹市強盗殺人事件と三菱銀行人質事件の2事件。梅川は当時15歳だった1963年12月16日、かつて自身が働いていた広島県大竹市大竹町の建設会社経営者宅に侵入、経営者の義妹（弟の妻）を殺害して現金19000円や預金通帳などを奪ったとして逮捕され、1964年1月17日に広島家裁から中等少年院送致の処分を下された。 その後、30歳だった1979年1月26日、借金返済のための5000万円を強奪するために大阪府大阪市住吉区の三菱銀行北畠支店に侵入。梅川は駆けつけた警官2人行員ら計4人を射殺し、5人に重軽傷を負わせ、行員や客ら39人を監禁したが、事件発生から3日目の1月28日に突入した大阪府警察の特殊部隊に狙撃されて死亡、発生から42時間ぶりに事件は終息した。 | [ 249 ]                                        |
| 新潟の妻子ら5人殺害事件                      | 5        | 1979年          | 1979年8月4日未明、新潟県新潟市下場（現：新潟市東区下場）で農家の男性（当時71歳）の長男（当時29歳）が自身の両親と妻、息子2人の計5人を絞殺し、農薬を飲んで自殺を図った。 起訴前の精神鑑定では被告人は犯行時、心神耗弱状態とされたが、起訴前後で計4回にわたって精神鑑定が行われ、弁護人の申請による精神鑑定では心神喪失状態であるとする鑑定結果が出た。起訴後の1982年11月、新潟地裁は犯人に拘禁性ノイローゼによる激しい幻覚症状がみられ、専門的治療が必要として治療のための鑑定留置を決定。その後、新潟地検は1983年3月15日付で被告人に幻覚と妄想の症状があり、措置入院が適当とする見解をまとめ、新潟地裁刑事部（宮島英世裁判長）は同年4月11日付で、被告人は心神喪失状態で訴訟能力を欠くとして公判停止を決定（刑事訴訟法第314条に基づく）、被告人は同日、治療のため入院していた国立犀潟療養所へ措置入院となった。その後、1984年9月21日付で「病状が回復した」との判断から公判停止を取り消す決定がなされ、新潟地裁（堀内信明裁判長）は1986年4月9日、男は犯行時に心神喪失状態ではなく、心神耗弱状態にあったとして懲役20年（求刑：無期懲役）の有罪判決を言い渡した。同地裁は被告人の当時の精神状態について、アルコール幻覚症の症状が出ていたことは明らかだが、犯行前後の一連の行動から判断する限り、心神喪失だったとまでは考えられず、検察官の主張するように心神耗弱状態だったと見るのが妥当とした上で、被害者側にも落ち度（不用意な発言）があったこと、被告人が犯行後に自殺を図ったことなどを情状酌量の理由として挙げた。 | [ 257 ]                                        |
| 熊野一族7人殺害事件                          | 7        | 1980年          | 1980年1月31日、三重県熊野市で発生。ノイローゼの男が親族会議の場を斧や猟銃で襲撃して7人を殺害、篭城の末に自殺した。 日本における銃器使用の犯罪としては戦後最多の死者数を出した事件であるが、犯人を含め事件関係者のほとんどが死亡していることから、未解明点が多い事件である。 | [ 44 ] [ 258 ]                                 |
| 新宿西口バス放火事件                         | 6        | 1980年          | 1980年8月19日、東京都新宿区の新宿駅西口にあるバスターミナルで発生。路上生活をしていた建設作業員が通行人に腹を立てたため、発車待ち中の京王帝都バス車内に火の点いた新聞紙とガソリンを投げ込んで放火した結果、逃げ遅れた6人が死亡、14人が重軽傷を負った。 刑事裁判では心神耗弱が認定されたため、無期懲役の判決が言い渡されたが、犯人は判決確定後に服役先の千葉刑務所で首吊り自殺した。 | [ 261 ]                                        |
| 藤沢市母娘ら5人殺害事件                      | 5        | 1981年 - 1982年 | 犯人の男は神奈川県藤沢市辻堂神台で母娘3人を殺害したほか、横浜市戸塚区と兵庫県尼崎市でも男性2人を相次いで殺害した。 | [ 264 ]                                        |
| テレビ騒音殺人事件                           | 5        | 1982年          | | [ 266 ]                                        |
| 勝田清孝事件                                 | 8        | 1972年 - 1982年 | 1972年9月から1980年7月にかけて京都府京都市、大阪府吹田市、兵庫県神戸市、愛知県名古屋市で盗みやひったくりの際、抵抗されたり顔を見られたりしたことを理由に女性5人を絞殺した他、大金入手を狙って労働金庫職員やスーパーマーケットの夜間店長を猟銃で射殺した。また1982年10月には名古屋市で警察官を襲って拳銃を奪い、その拳銃を用いて滋賀県で会社員を射殺、強盗も繰り返した。警察庁広域重要指定113号事件。8人殺害は当時、戦後犯罪史上では古谷惣吉連続殺人事件や大久保清事件と並び、帝銀事件（12人殺害）に次ぐ大量殺人とされた。 | [ 267 ] [ 209 ]                                |
| 練馬一家5人殺害事件                          | 5        | 1983年          | | [ 269 ]                                        |
| 夕張保険金殺人事件                           | 6        | 1984年          | 1984年5月5日、北海道夕張市の炭住街にあった炭鉱下請け業者の作業員宿舎から出火し、作業員6人が焼死、また消火作業中の事故で消防士1人が死亡した。首謀者の暴力団組長夫婦が火災保険および作業員たちにかけていた生命保険の保険金を得る目的で、実行犯（自首が認定され死刑求刑に対し無期懲役判決）に放火を指示して犯行におよんだ。 主犯夫婦は死刑判決を受けて控訴したが、1988年10月に昭和天皇の崩御による恩赦減刑を期待してそれぞれ自ら控訴を取り下げ、死刑が確定。しかしその期待に反して恩赦は行われず、1997年8月1日に札幌刑務所で死刑執行。夫婦に対する死刑執行は戦後日本では初で、妻は戦後3番目に死刑を執行された女性死刑囚である。 | [ 270 ]                                        |
| 東京・埼玉連続幼女誘拐殺人事件               | 4        | 1988年 - 1989年 | 1988年から1989年にかけ、宮崎勤が埼玉県や東京都で女児4人を相次いで誘拐、殺害した。警察庁広域重要指定117号事件。 | [ 209 ]                                        |
| 岩手県種市町妻子5人殺害事件                  | 5        | 1989年          | | [ 273 ]                                        |
| スナックママ連続殺人事件など                 | 5        | 1991年 - 1992年 | 1991年から1992年にかけ、姫路市や松江市、京都市でスナックママ4人が相次いで殺害された。警察庁広域重要指定119号事件。 | 。                                             |
| 市川一家4人殺害事件                          | 4        | 1992年          | 千葉県市川市幸二丁目（行徳地区）のマンションに当時19歳の少年が押し入り、一家5人のうち4人を次々と殺害した。 犯人の少年は2001年に最高裁で死刑が確定（少年死刑囚）、2017年12月19日に東京拘置所で死刑を執行された。 千葉県内の大量殺人事件はこの事件以前、いずれも戦前から終戦直後、1957年（市川市の一家3人皆殺し事件）までの間に発生した事件が知られているのみだったため、同年時点では例のない大量殺人事件として千葉県警に衝撃を与えた。 | [ 38 ]                                         |
| 大阪愛犬家連続殺人事件                       | 5        | 1994年          | 1994年に発覚。 | [ 277 ] [ 278 ]                                |
| 松本サリン事件                               | 7        | 1994年          | オウム真理教が起こした事件の1つで、同教団による最初の無差別大量殺人事件。 1994年6月27日、オウム真理教が長野県松本市で神経ガスのサリンを用いたテロ事件を起こし、長野地裁松本支部の裁判所官舎付近の住民7人を殺害した。 | [ 279 ] [ 282 ]                                |
| 木曽川・長良川連続リンチ殺人事件             | 4        | 1994年          | 犯行時少年だった男3人らが、大阪府・愛知県・岐阜県で4人の若者を相次いでリンチし、殺害した。 | [ 283 ]                                        |
| 地下鉄サリン事件                             | 12       | 1995年          | オウム真理教が起こした事件の1つで、犯罪史上例のない無差別大量殺人事件と称された。 1995年3月20日、東京都内を走る営団地下鉄（現：東京メトロ）の複数路線（丸ノ内線・日比谷線・千代田線）車内で神経ガスのサリンを散布する同時多発テロ事件を起こし、死者12人、重軽傷者5500人を出した。 | [ 282 ] [ 44 ] [ 284 ]                         |
| 大阪連続バラバラ殺人事件                     | 5        | 1995年          | | [ 287 ]                                        |
| 福島悪魔払い殺人事件                         | 6        | 1995年          | 福島県須賀川市で1994年12月下旬から1995年6月上旬にかけ、祈祷師の女とその長女、信者の男2人らが信者への暴行を繰り返し、6人を死亡させた。 刑事裁判では被害者4人への殺人罪、2人への傷害致死罪が認定され、主犯の女は2008年に死刑が確定、2012年に死刑を執行された。 | [ 292 ]                                        |
| 和歌山毒物カレー事件                         | 4        | 1998年          | | [ 282 ] [ 293 ] [ 111 ]                        |
| 横浜麻雀店放火殺人事件                       | 6        | 1999年          | 1999年5月23日、神奈川県横浜市鶴見区鶴見中央五丁目（鶴見駅から南東に約500 m）にあった麻雀店で発生。同店の店長を務めていた男（当時55歳）が店の経営者男性（当時51歳）と口論になった末、ガソリンを撒いて放火し、経営者と客ら6人を死亡させ、自身も焼死した。 | [ 295 ]                                        |
| 下関通り魔殺人事件                           | 5        | 1999年          | | [ 296 ] [ 297 ]                                |
| 宇都宮宝石店放火殺人事件                     | 6        | 2000年          | 2000年6月11日、栃木県宇都宮市の宝石店「ジュエリーツツミ宇都宮店」で発生。ギャンブルによる多額の借金を抱え返済に行き詰っていた男が貴金属類（約1億4000万円相当）を奪い、店長以下女性従業員6人を粘着テープで縛り上げ、ガソリンを撒いて放火することで焼殺した。 | [ 282 ] [ 299 ]                                |
| 大分一家6人殺傷事件                          | 3        | 2000年          | 2000年8月、大分県大野郡野津町（現：臼杵市）で高校1年生の少年が一家3人を殺害した。 | [ 282 ]                                        |
| 武富士弘前支店強盗殺人・放火事件             | 5        | 2001年          | | [ 282 ] [ 300 ]                                |
| 附属池田小事件                               | 8        | 2001年          | 2001年6月8日、大阪府池田市の大阪教育大学附属池田小学校で発生。宅間守が出刃包丁で1年生・2年生の教室を次々と襲い、児童8人を刺殺、児童および教職員15人に重軽傷を負わせた。 | [ 282 ] [ 303 ] [ 44 ] [ 304 ] [ 305 ] [ 302 ] |
| 歌舞伎町ビル火災                             | 44       | 2001年          | 日本で発生した火災としては戦後5番目の被害であり、多くの死傷者を出した原因は、ビル内の避難通路の確保が不十分であったためとされる。出火原因は放火とみられているが、2016年時点でも特定されていない。 | [ 305 ]                                        |
| 北九州監禁殺人事件                           | 7        | 2002年発覚      | 1996年頃から2002年にかけて、福岡県北九州市で男が知人や内縁の妻、その家族を相次いで「同居」する形で監禁し、食事制限や拷問を互いに行わせて死亡させた。死者は7人にのぼるとされる。犯人は内縁の妻とともに起訴され、2011年に死刑が確定し、内縁の妻も共犯とされて無期懲役が確定した。 | [ 282 ] [ 111 ] [ 44 ] [ 164 ]                 |
| 前橋スナック銃乱射事件                       | 4        | 2003年          | 2003年1月に4人が殺害された。 | [ 306 ]                                        |
| 福岡一家4人殺害事件                          | 4        | 2003年          | | [ 282 ] [ 44 ]                                 |
| 加古川7人殺害事件                            | 7        | 2004年          | 2004年8月2日、兵庫県加古川市西神吉町大国で発生。少年時代から親類や隣人に邪魔者扱いを受けていると感じていた男が、親類の2家族7人（1家族3人＋もう1家族4人）を殺害し、1人に重傷を負わせた。 犯人は2015年に最高裁で死刑判決が確定、2021年に大阪拘置所で死刑を執行された。 | [ 44 ] [ 307 ] [ 305 ]                         |
| 大牟田4人殺害事件                            | 4        | 2004年          | 2004年9月、福岡県大牟田市で元力士兄弟ら一家4人が知人女性の家族ら4人を殺害した。 犯人兄弟と両親（被害者4人のうち3人の殺害に関与）の一家4人に対し死刑が確定したが、2025年3月時点でも死刑は執行されておらず、兄弟の父親である元暴力団組長の男は同月に獄中死した。 | [ 305 ] [ 164 ]                                |
| 中津川一家6人殺傷事件                        | 5        | 2005年          | 元中津川市老人保健施設事務長の男が母親への憎悪などから、幼い孫を含む家族5人を殺害、1人を負傷させた。 | [ 312 ]                                        |
| 秋葉原通り魔事件                             | 7        | 2008年          | 電子掲示板荒らしに対する抗議の表明として元自動車工場派遣社員が東京・秋葉原の繁華街にトラックで突っ込み、通行人らをナイフで殺傷した。犯人は2015年に死刑判決が確定、2022年に死刑を執行された。 | [ 304 ] [ 305 ] [ 313 ]                        |
| 大阪個室ビデオ店放火殺人事件                 | 16       | 2008年          | 会社をリストラされた男が「生きていくのが嫌になった」として大阪・難波の雑居ビル1階の個室ビデオ店に放火し16人を殺害。2014年に死刑が確定するも、2022年時点で再審請求中。 | [ 305 ]                                        |
| 大阪パチンコ店放火殺人事件                   | 5        | 2009年          | | [ 314 ]                                        |
| 尼崎事件                                     | 8        | 2005年 - 2011年 | 兵庫県尼崎市で2011年11月から2012年10月にかけ、首謀者である女の家族と関係のある4人が次々と遺体で発見された。これ以外にも女一家は自身の築いた「ファミリー」のそれぞれの親族の家庭に踏み込み、暴力で支配するなどして8人を次々と死亡させたとされている。 主犯の女は3件の殺人、5件の傷害致死罪で書類送検されたが、2012年12月12日に兵庫県警察本部の留置場で自殺したため、被疑者死亡で不起訴処分。従犯7人が殺人・傷害致死などの罪で起訴され、最大で無期懲役、最短で懲役15年の刑が確定している。 | [ 316 ]                                        |
| 山口県周南市5人殺害事件                      | 5        | 2013年          | | [ 323 ]                                        |
| 淡路島5人殺害事件                            | 5        | 2015年          | 兵庫県洲本市（淡路島）で2015年3月9日、向精神薬を乱用していた男が近隣住民5人を殺害した。 第一審の神戸地裁は犯人に死刑判決を言い渡したが、控訴審で大阪高裁は事件当時、被告人が心神耗弱状態だったと認定、原判決を破棄して無期懲役を言い渡し、2021年に確定した。 | [ 323 ]                                        |
| 熊谷連続殺人事件                             | 6        | 2015年          | ペルー史上最悪の大量殺人鬼を兄に持つペルー国籍の男が埼玉県熊谷市内の住宅街で次々と住宅に侵入し住民6人を殺害した。第一審のさいたま地裁は犯人に死刑判決が言い渡したが、控訴審の東京高裁は被告人が事件当時、心神耗弱状態だったと認定、原判決を破棄して無期懲役の判決を言い渡し、2020年に確定した。 | [ 323 ] [ 305 ]                                |
| 相模原障害者施設殺傷事件                     | 19       | 2016年          | 神奈川県相模原市緑区千木良の知的障害者福祉施設に元施設職員の男が侵入し、入所者19人を刺殺した。 | [ 304 ] [ 325 ] [ 326 ]                        |
| 日立妻子6人殺害事件                          | 6        | 2017年          | 2017年10月6日、茨城県日立市で男が妻子6人を殺害し、自宅に放火して全焼させた。犯人の男は2025年3月に最高裁で死刑が確定。 | [ 329 ]                                        |
| 座間9人殺害事件                              | 9        | 2017年          | 神奈川県座間市のアパートの一室で、SNSで知り合った女性8人、およびそのうちの1人の知人である男性1人を殺害・解体。 | [ 330 ] [ 325 ] [ 331 ]                        |
| 高千穂6人殺害事件                            | 6        | 2018年          | 宮崎県西臼杵郡高千穂町の民家で、小学生の子供含む一家5人と知人男性の計6人の遺体が発見された。犯人の次男は橋から飛び降り自殺。 | [ 332 ]                                        |
| 京都アニメーション放火殺人事件               | 36       | 2019年          | 京都府京都市伏見区の京都アニメーション第1スタジオに男が侵入し、ガソリンを撒いて放火、同社の社員36人を死亡させた。 犯人の男は2024年1月25日に京都地裁で死刑判決を言い渡され、一旦は控訴したが、2025年1月27日付で自ら控訴を取り下げ、死刑が確定。 | [ 334 ]                                        |
| 北新地ビル放火殺人事件                       | 26       | 2021年          | 大阪府大阪市北区の堂島北ビルで、男がガソリンを撒いて放火した。犯人の男も重傷を負い、病院に搬送されたが後に死亡した。 | [ 335 ]                                        |

## 関連書籍
- タイム・ライフ編、北代晋一訳『大量殺人者』同朋舎出版、1994年。ISBN 978-4810420982
- ロバート・K.レスラーほか著、狩野秀之訳『快楽殺人の心理 : FBI心理分析官のノートより』講談社、1995年。ISBN 9784062073714、ISBN 978-4062562713（文庫版）